# Onjo de Baekje
Rey Onjo de Baekje (en Hangul: 온조왕, ? - 28 d. C.; r. 18 a. C. - 28) fue el monarca fundador de Baekje (백제, 百 濟), uno de los tres reinos de Corea.  Según el Samguk Sagi (en Hangul: 삼국사기, en Hanja: 三國史記), fue el primero de todos los reyes de Baekje.
Se dice que fue el tercer hijo del rey Dongmyeong (Jumong), fundador del reino del norte, Goguryeo. El rey Dongmyeong tuvo tres hijos: Yuri, Biryu y Onjo con dos esposas, la dama Ye y Soseono. Yuri era el hijo de su primera mujer, y se convirtió en el rey de Goguryeo a la muerte de Dongmyeong. Por lo tanto, los dos príncipes de la otra reina, Biryu y Onjo se trasladaron al sur para fundar sus propios reinos. Samguk Yusa dice que Biryu, hermano mayor de Onjo fue a Michuhol, que se cree corresponde al actual Incheon. A pesar de esto, Biryu murió sin conseguir resultados. Sus súbditos visitaron a Onjo, y unieron sus fuerzas para expansionarse alrededor del río Han. Después de cambiar el nombre de su reino a Baekje, fundó su capital en Wiryeseong (el sudeste de la actual Seúl). En esta época, encontraban Malgal al norte, y Nagnang al este, compitiendo por su hegemonía en región.
Durante su reinado, la tribu Malgal atacó continuamente a Baekje, que se defendió adecuadamente bajo la guía de Onjo. Empezando a ganar más fuerza, se trasladó al sur del río Han otra vez para preparar conquistas más al sur. Finalmente, Baekje sometió a la mayoría de Mahan y Jinhan, que eran federaciones de tribus. pertenecientes a la actual región de Honam, fundando así la base del futuro reino. En 18 d. C., un general de Mahan preparó un golpe contra Onjo, pero cayó ante los militares de Baekje.
Onjo murió por causas naturales en el año 28, el 46.º de su reinado. Fue sucedido por su hijo mayor, Daru. Onjo sentó las bases de una poderosa dinastía, que duró 678 años, y dio 31 gobernantes.